# Açude Epitácio Pessoa
O Açude Epitácio Pessoa, popularmente conhecido como Boqueirão, é uma represa localizada no município de Boqueirão, estado brasileiro da Paraíba. Sua bacia se estende pelos municípios de Boqueirão, Cabaceiras e Barra de São Miguel e abastece as cidades paraibanas de Campina Grande, Boqueirão, Queimadas, Pocinhos, Caturité, Riacho de Santo Antônio e Barra de São Miguel.
O açude tem ilhotas com residências particulares e é buscado para atividades como banho, pesca e passeios de barco, sendo o acesso ao local possível a partir de Campina Grande através da PB-148. Além do abastecimento de água, a represa produz peixes e camarões de água doce.
É um dos açudes beneficiados pela Transposição do Rio São Francisco, cujas águas chegam à represa pelo leito do rio Paraíba.

## Etimologia

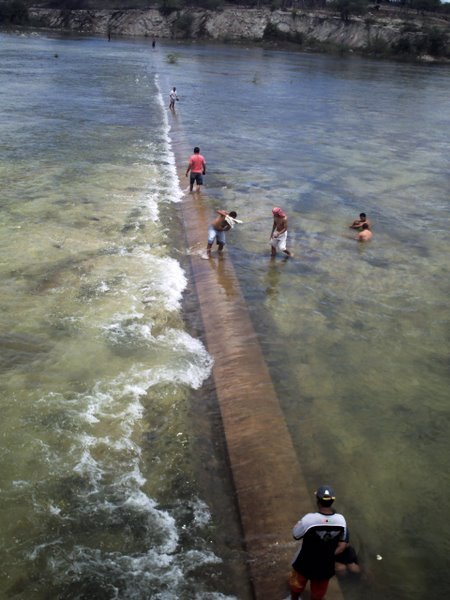
Sangradouro do açude

O termo «boqueirão» vem do fato de o rio Paraíba fazer um grande corte na Serra do Carnoió, formando um boqueirão («garganta de serra por onde passa um rio»).
A designação oficial do açude, Epitácio Pessoa, é uma homenagem ao único presidente do país nascido na Paraíba. No seu governo, o programa de construção de barragens foi intensificado, através do seu Ministério de Viação e Obras Públicas, exercido pelo engenheiro civil Dr. José Pires do Rio (1880–1950).

## Bacia do Alto Paraíba
O açude, que está situado na sub-bacia hidrográfica do Alto Paraíba, que juntamente com as sub-bacias do rio Taperoá e do Médio e Baixo Paraíba constituem a bacia hidrográfica do rio Paraíba, abrange uma área de 19 088,5 km², o que corresponde a 34% do território paraibano. Os 78 municípios inseridos nela abrigam uma população em torno de 1,8 milhão de habitantes, aproximadamente, 55% da população total do estado. Essas duas sub-bacias hidrográficas estão situadas em uma área de baixa pluviosidade, com médias anuais inferiores a 600 mm.
O Paraíba é o maior curso d'água do estado e tem suas nascentes nas proximidades da cidade de Monteiro, desaguando no Oceano Atlântico entre os municípios de Cabedelo e Lucena.
Um estudo desenvolvido no início dos anos 2000 pela Companhia de Água e Esgotos da Paraíba (Cagepa) revelou que o volume hídrico acumulado no açude sofreu uma redução de 67,27% nos últimos 20 anos. Na época de sua construção, a capacidade de armazenamento do açude inicialmente era de 536 milhões de metros cúbicos, mas com o assoreamento essa capacidade foi reduzida para 436 milhões. A sua lâmina d’água abrange uma superfície em torno de 2 700 hectares. Nesse mesmo período, segundo dados da pesquisa, o número de ligações de água em prédios residenciais e comerciais em Campina Grande aumentou em 102,9%, as quais passaram de 40.298, em 1983, para 81.796, em 2003.
O clima de toda a região da bacia é tropical quente e seco, com máxima de 37 °Celsius e mínimas de 16 °C. A precipitação média na região é de 600 mm/ano, caracterizando-se um clima de semiárido.

## História
A represa foi construída pelo DNOCS entre os anos de 1951 e 1956, tendo sido inaugurada pelo presidente Juscelino Kubitschek em janeiro de 1957. A sua inauguração consolidava assim a política de serviços hídricos do Governo Federal para a região Nordeste, que foi sempre voltada à construção de grandes açudes, obras estas que eram apresentadas como a solução definitiva para a deficiência hídrica da região, que pelo tamanho impressionava a população. Por isso mesmo, eram as obras preferidas pelos políticos de todos os níveis.
No Coleção das leis da República Federativa do Brasil, de 1964, há a seguinte citação sobre a desapropriação da área do açude pelo governo:
O DOU de 19 de maio de 1954 – Declara-se de utilidade pública, para efeito de desapropriação pelo Departamento Nacional de Obras Contra as Secas, áreas de terreno necessária à construção do açude público Boqueirão, no município de Cabaceiras.
A construção do açude solucionou o grave problema de abastecimento d'água de Campina Grande, pois a cidade ressentia-se de fontes de águas potáveis para a sua população, desde a inauguração do seu abastecimento urbano em 1939, em que tinha como fornecedora a represa de Vaca Brava, situada nas proximidades do município de Areia, no Agreste paraibano.